# Molí de Prats
El Molí de Prats és un molí del municipi de Prats i Sansor (Cerdanya) que forma part de l'Inventari del Patrimoni Arquitectònic de Catalunya.

## Descripció
Té un bon estat de conservació. L'edifici de planta poligonal, és format per construccions en unió que en origen van tenir una funció per separat, la principal com a molí. Actualment s'utilitza com a habitatge, si bé els propietaris no hi tenen la seva residència habitual. La construcció en maçoneria, algunes parts amb teulades d'una o dues vessants, conserva el seu aspecte original gràcies a alguns elements originals: a la façana principal es conserva una arcada que dona accés a un porxo d'entrada a l'habitatge, és un arc de mig punt de sardinell. A l'interior, es conserven diferents elements originals del molí, com ara diverses moles, la grua o agafador de les moles, la sitja pel blat, i eines de mà diverses relacionades amb el funcionament del molí. A l'exterior, la séquia està en molt bon estat i és operativa actualment, així com la roda metàl·lica que fa moure l'eix del molí.
Encara utilitzen la força hidràulica que accionava el molí per fer llum, aquesta els arriba per una séquia que ve de Sanavastre i va fins a Santa Eugènia, des d'on pel torrent de Carcadés torna al Segre, el recorregut total d'aquesta séquia és d'uns 17km.

## Història
Aquest molí va deixar de funcionar als anys setanta del segle xx.